# Abder Ramdane
Abder Ramdane est un ancien footballeur français, né le 23 février 1974 à Nîmes. Il était attaquant. Depuis 2006, il s'est reconverti en entraîneur.

## Biographie
Abder Ramdane naît  à Nîmes et grandit dans le quartier du Chemin-Bas d'Avignon. Il joue notamment au Nîmes Olympique, où il inscrit lors de la saison 1995-1996 le seul but de la demi-finale de la coupe de France contre le Montpellier HSC, qui permet au club d'accéder en finale.
Le temps de passer ses diplômes d'entraîneur, il prend en main l'équipe des moins de 19 ans du Borussia Mönchengladbach. Il devient par la suite l'entraîneur adjoint d'Ewald Lienen, son beau-père à l'époque, qu'il suit au sein de ses différents clubs successifs, à savoir le Paniónios Athènes, le TSV 1860 Munich, l'Olympiakos Le Pirée, l'Arminia Bielefeld, le FC Oțelul Galați, le FC Sankt Pauli et l'Amiens SC.

## Palmarès
- Champion de Bundesliga 2 en 2003 avec le SC Fribourg
- Finaliste de la Coupe de France en 1996 avec le Nîmes Olympique